# Barycnemis tibetica
Barycnemis tibetica är en stekelart som beskrevs av Andrey Ivanovich Khalaim 2004. Barycnemis tibetica ingår i släktet Barycnemis och familjen brokparasitsteklar. Inga underarter finns listade.